# ديفيد تومسون
ديفيد تومسون (بالإنجليزية: David Thompson)‏ (27 مايو 1962 بمانشستر في المملكة المتحدة - ) هو لاعب كرة قدم بريطاني في مركز الوسط. لعب مع بريستون نورث إيند ونادي روتشديل ونوتس كاونتي وويغان أتلتيك ونادي تشستر سيتي.

## وصلات خارجية
- ديفيد تومسون على موقع قاعدة بيانات كرة القدم.إي يو (الإنجليزية)
- ديفيد تومسون على موقع Soccerbase.com (لاعب) (الإنجليزية)